# Tour der neuseeländischen Rugby-Union-Nationalmannschaft nach Australien 1957
| Tour der All Blacks nach Australien 1957 | Tour der All Blacks nach Australien 1957 | Tour der All Blacks nach Australien 1957 | Tour der All Blacks nach Australien 1957 | Tour der All Blacks nach Australien 1957 |
| Übersicht                                | S                                        | G                                        | U                                        | N                                        |
| ---------------------------------------- | ---------------------------------------- | ---------------------------------------- | ---------------------------------------- | ---------------------------------------- |
| Test Matches                             | 02                                       | 02                                       | 0                                        | 0                                        |
| Sonstige Spiele                          | 12                                       | 11                                       | 0                                        | 1                                        |
| Gesamt                                   | 14                                       | 13                                       | 0                                        | 1                                        |
|                                          |                                          |                                          |                                          |                                          |
| Australien                               | 02                                       | 02                                       | 0                                        | 0                                        |

Die Tour der neuseeländischen Rugby-Union-Nationalmannschaft nach Australien 1957 umfasste eine Reihe von Freundschaftsspielen der All Blacks, der Nationalmannschaft Neuseelands in der Sportart Rugby Union. Das Team reiste im Mai und Juni 1957 durch Australien, wobei es 14 Spiele bestritt. Dazu gehörten zwei Test Matches gegen die Wallabies und ein Spiel in Neuseeland zum Abschluss. Die Neuseeländer entschieden 13 Spiele für sich und verteidigten den Bledisloe Cup.

## Spielplan
- Hintergrundfarbe grün = Sieg
- Hintergrundfarbe rot = Niederlage

(Test Matches sind grau unterlegt; Ergebnisse aus der Sicht Neuseelands)
| #  | Datum         | Gegner                          | Ort          | Stadion                 | Ergebnis |
| -- | ------------- | ------------------------------- | ------------ | ----------------------- | -------- |
| 01 | 18. Mai 1957  | New South Wales Waratahs        | Sydney       | Sydney Showground       | 19:3     |
| 02 | 22. Mai 1957  | Western New South Wales         | Warren       | Warren Ground           | 33:6     |
| 03 | 25. Mai 1957  | Australien                      | Sydney       | Sydney Cricket Ground   | 25:11    |
| 04 | 28. Mai 1957  | Queensland Reds                 | Brisbane     | Brisbane Showgrounds    | 30:0     |
| 05 | 01. Juni 1957 | Australien                      | Brisbane     | Brisbane Showgrounds    | 22:9     |
| 06 | 05. Juni 1957 | New England                     | Gunnedah     | Kitchener Oval          | 38:14    |
| 07 | 08. Juni 1957 | City of Newcastle               | Newcastle    | Newcastle Sports Ground | 20:9     |
| 08 | 12. Juni 1957 | South-West Zone                 | Grenfell     | Lawson Park             | 86:0     |
| 09 | 15. Juni 1957 | Australian Capital Territory    | Canberra     | Manuka Oval             | 40:8     |
| 10 | 17. Juni 1957 | Australian Barbarians           | Sydney       | North Sydney Oval       | 23:6     |
| 11 | 19. Juli 1957 | Riverina                        | Wagga Wagga  | Robertson Oval          | 48:11    |
| 12 | 22. Juni 1957 | Victorian Rugby Union           | Melbourne    | Olympic Park Stadium    | 28:3     |
| 13 | 26. Juni 1957 | South Australia                 | Adelaide     | Norwood Oval            | 51:3     |
| 14 | 29. Juni 1957 | Canterbury Rugby Football Union | Christchurch | Lancaster Park          | 9:11     |

## Test Matches
| 25. Mai 1957 | Australien                                               | 11 : 25         | Neuseeland                                                                                 | Sydney Cricket Ground, Sydney Zuschauer: 28.125 Schiedsrichter: Arthur Tierney (Australien) |
| 25. Mai 1957 | Versuche: Cross Erhöhungen: Tooth Straftritte: Tooth (2) | (11:11) Bericht | Versuche: Hemi MacEwan McMullen Walsh Erhöhungen: D. Clarke (2) Straftritte: D. Clarke (3) | Sydney Cricket Ground, Sydney Zuschauer: 28.125 Schiedsrichter: Arthur Tierney (Australien) |

Aufstellungen:
- Australien: Jim Brown, Alan Cameron, Brian Cox, Keith Cross, Terry Curley, Robert Davidson, Kenneth Donald, Max Elliott, Peter Fenwicke, Tony Miller, Alan Morton, Roderick Phelps, Jack Potts, Richard Tooth , Charles „Chilla“ Wilson
- Neuseeland: Ross Brown, Peter Burke, Don Clarke, Ian Clarke, Morrie Dixon, Ronald Hemi, Stan Hill, Terry Lineen, Neven MacEwan, Donald McIntosh, Frank McMullen, Colin Meads, Alan Reid , Pat Walsh, Wilson Whineray

| 1. Juni 1957 | Australien                              | 9 : 22         | Neuseeland                                                                                             | Brisbane Showgrounds, Brisbane Zuschauer: 13.372 Schiedsrichter: Noel Haydon (Australien) |
| 1. Juni 1957 | Versuche: Morton Straftritte: Tooth (2) | (6:13) Bericht | Versuche: Brown Dixon McMullen Meads Erhöhungen: D. Clarke (2) Straftritte: D. Clarke Dropgoals: Brown | Brisbane Showgrounds, Brisbane Zuschauer: 13.372 Schiedsrichter: Noel Haydon (Australien) |

Aufstellungen:
- Australien: Jim Brown, Brian Cox, Keith Cross, Terry Curley, Robert Davidson, David Emanuel, Brian Ford, Bill Gunther, Neill Latimer, Tony Miller, Alan Morton, Roderick Phelps, Jack Potts, Nicholas Shehadie, Richard Tooth
- Neuseeland: Ross Brown, Peter Burke, Don Clarke, Ian Clarke, Morrie Dixon, Ronald Hemi, Stan Hill, Terry Lineen, Neven MacEwan, Donald McIntosh, Frank McMullen, Colin Meads, Alan Reid , Pat Walsh, Wilson Whineray